# Felton (Califòrnia)
Felton és una població dels Estats Units a l'estat de Califòrnia. Segons el cens del 2008 tenia 1.051 habitants.

## Demografia
Segons el cens del 2000, Felton tenia 1.051 habitants, 393 habitatges, i 255 famílies. La densitat de població era de 436,3 habitants/km².
Dels 393 habitatges en un 29,3% hi vivien nens de menys de 18 anys, en un 53,2% hi vivien parelles casades, en un 8,7% dones solteres, i en un 34,9% no eren unitats familiars. En el 25,4% dels habitatges hi vivien persones soles el 4,6% de les quals corresponia a persones de 65 anys o més que vivien soles. El nombre mitjà de persones vivint en cada habitatge era de 2,57 i el nombre mitjà de persones que vivien en cada família era de 3,06.
Per edats la població es repartia de la següent manera: un 26,5% tenia menys de 18 anys, un 10,8% entre 18 i 24, un 29,7% entre 25 i 44, un 23,3% de 45 a 60 i un 9,6% 65 anys o més.
L'edat mediana era de 34 anys. Per cada 100 dones de 18 o més anys hi havia 97,4 homes.
La renda mediana per habitatge era de 48.102 $ i la renda mediana per família de 55.625 $. Els homes tenien una renda mediana de 35.833 $ mentre que les dones 26.346 $. La renda per capita de la població era de 21.488 $. Entorn del 8,3% de les famílies i el 15,8% de la població estaven per davall del llindar de pobresa.

## Poblacions properes
El següent diagrama mostra les poblacions més properes.